# Triomphe de la mort (D'Annunzio)
Pour les articles homonymes, voir Triomphe de la Mort.
Triomphe de la mort (Trionfo della morte) est un roman psychologique de Gabriele D'Annunzio, publié en 1894 et traduit en français par Georges Hérelle en 1896.

## Résumé
Son protagoniste principal est Giorgio Aurispa.